# Pseudomyrmex laevigatus
Pseudomyrmex laevigatus es una especie de hormiga del género Pseudomyrmex, subfamilia Pseudomyrmecinae.

## Historia
Esta especie fue descrita científicamente por Smith en 1877.